# Porta-drones

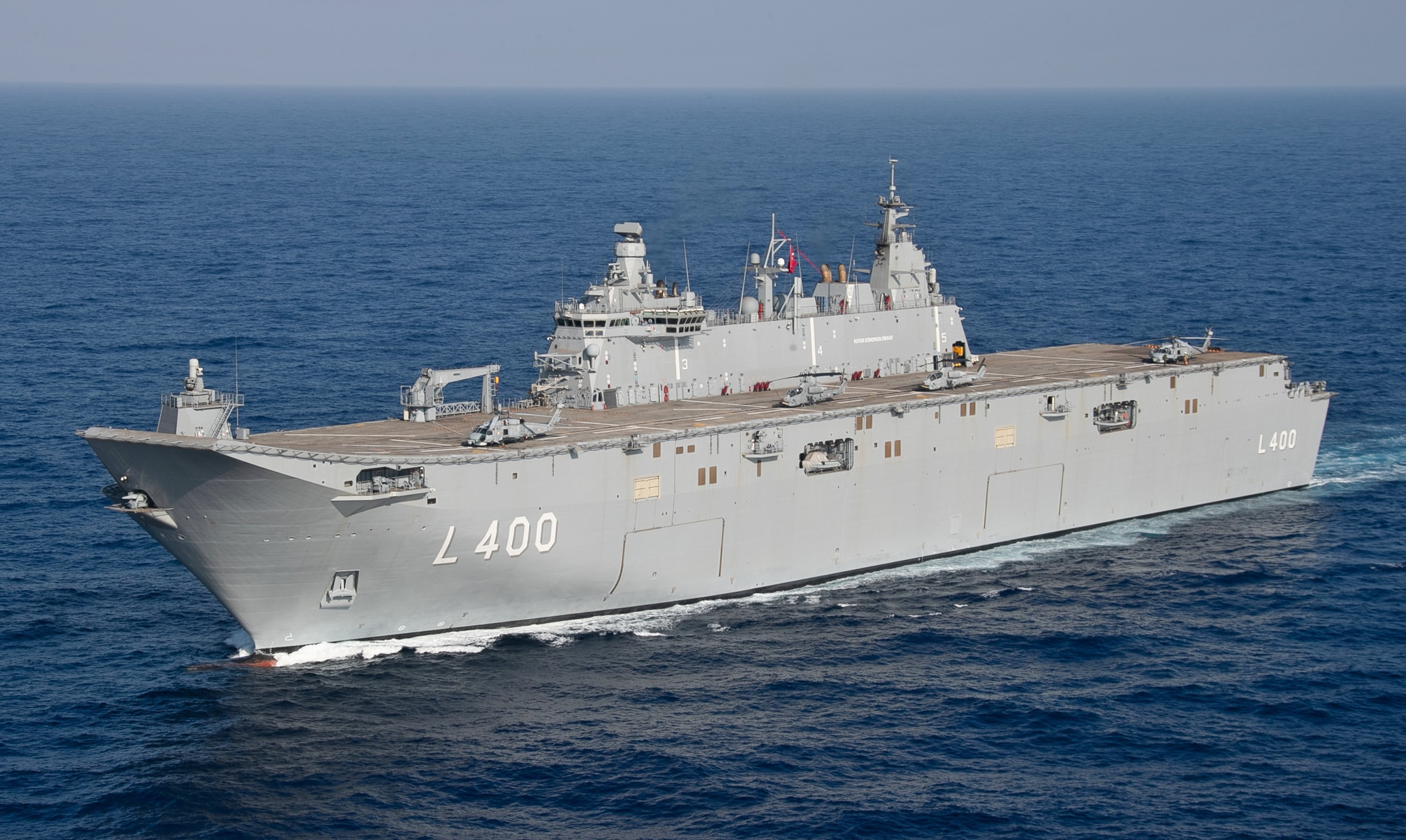
O navio TCG Anadolu da armada turca

Porta-drones é um tipo de navio, seja civil ou militar, concebido para servir de base móvel para operar, principalmente, veículos não tripulados, podendo estes serem aquáticos, subaquáticos e aéreos STOL, VTOL e/ou V/STOL.

## Descrição
Nesta categoria, as embarcações militares assemelham-se muito aos porta-aviões e/ou helicópteros pelo facto de empregarem infraestruturas aeronáuticas no seu deque superior, tais como: um aeródromo com áreas de pouso, meios de auxílio de decolagem, por ex.: rampas ski-jump; catapultas a vapor ou eletromagnéticas (método CATOBAR) e ou defletores de empuxo de jato, e de aterragem, por ex.: cabos de supressão (também faz parte do método CATOBAR). Também empregam hangares, oficinas de manutenção e reparos, com preferência nos deques internos, e pontos de controlo.
Conforme a infraestrutura, a embarcação poderá operar aeronaves tripuladas e também assumir a função de porta-aviões e/ou helicópteros, como é o caso do TCG Anadolu (Turquia) que também pode operar helicópteros e, com o recurso a uma rampa ski-jump, aviões STOL ou V/STOL como o F-35 Lightning II.

## Porta-drones atuais

### Turquia
A Marinha Turca opera, desde 10 de abril de 2023, o TCG Anadolu, um navio de assalto anfíbio, do tipo LHD (Landing Helicopter Dock), multifunções. Este é considerado o primeiro da categoria para fins militares.

### Portugal
Portugal tem previsto, para o segundo semestre de 2026, a entrega do NRP D. João II, um navio plataforma capaz de operar drones, aéreos, aquáticos e subaquáticos, e ainda helicópteros médios (Sikorsky UH-60 Black Hawk) e pesados (EH101 Merlin) da Força Aérea.

### China
Em 18 de maio de 2022, o primeiro porta-drones não tripulado chinês chamado Zhuhai Cloud ("Zhu Hai Yun") foi lançado em Guangzhou, província de Guangdong, na China, com o objetivo de promover a pesquisa e a economia marinha.

### Irã
O Irã também está tentando construir um porta-drones (chamado Shahid Bagheri) com uma cabine de comando de 180 metros de comprimento, convertendo um navio porta-contêineres. É relatado que vários tipos de drones e helicópteros podem decolar e pousar no referido porta-aviões. Também transportará vários mísseis anti-navio e antiaéreos para proteção. Shahid Bagheri também pode transportar 30 barcos com mísseis da classe Ashura com ele.